# Waregem Golf Club
De Waregem Golf Club is een Belgische golfclub in de West-Vlaamse stad Waregem.
De baan werd in 1988 door golfbaanarchitect Paul Rolin op 60 hectare grond aangelegd. De eerste negen holes liggen op de Karmelberg, zo genoemd naar het nabijgelegen Karmelietenklooster. Deze holes zijn lang en heuvelachtig. De andere negen holes liggen in een vlak landschap met water.

## PGA Kampioenschappen
Vijfmaal zijn de prof kampioenschappen op Waregem gespeeld.

### Winnaars
- 1993: Chris Morton
- 1994: Gavin Singleton
- 1995: Chris Morton
- 1996: Christian Ditlefsen
- 2005: Tim Planchin en Naïma Ghilain